# Codici aeroportuali IATA - A

## AA-AC
- AAA (Codice ICAO NTGA) Aeroporto di Anaa, Anaa, Polinesia francese
- AAB (Codice ICAO YARY) Aeroporto di Arrabury, Arrabury, Australia
- AAC (Codice ICAO HEAR) Aeroporto Internazionale di al-Arish, al-Arish, Egitto
- AAE (Codice ICAO DABB) Aeroporto di Annaba-Rabah Bitat (Aeroporto Les Salines), Annaba, Algeria [1]
- AAF (Codice ICAO KAAF) Aeroporto regionale di Apalachicola, Apalachicola, Florida, Stati Uniti d'America
- AAH (Codice ICAO EDKA) Aeroporto di Aquisgrana-Merzbrück, Aquisgrana, Germania
- AAI (Codice ICAO SWRA) Aeroporto di Arraias, Arraias, Brasile
- AAK (Codice ICAO NGUK) Aeroporto di Aranuka, Aranuka, Kiribati
- AAL (Codice ICAO EKYT) Aeroporto di Aalborg, Aalborg, Danimarca
- AAM (Codice ICAO FAMD) Aeroporto di Malamala, Mala Mala, Sudafrica
- AAN (Codice ICAO OMAL) Aeroporto Internazionale di al-'Ayn, al-'Ayn, Emirati Arabi Uniti [2]
- AAO (Codice ICAO KAAO) Aeroporto di Anaco, Anaco, Venezuela
- AAP Houston Andrau Airpark, Houston, Texas, Stati Uniti d'America
- AAQ Aeroporto Internazionale Anapa-Vitjazevo, Anapa, Russia
- AAR Aeroporto di Aarhus, Aarhus, Danimarca
- AAS Aeroporto civile, Apalapsili, Indonesia
- AAT Aeroporto di Altay, Altay, Cina
- AAU Aeroporto di Asau, Asau, Samoa
- AAV Aeroporto camivile, Alah, Filippine
- AAW Aeroporto civile, Abbottabad, Pakistan
- AAX Aeroporto civile, Araxá, Brasile
- AAY Aeroporto civile, Al-Ghayda, Yemen
- ABA Aeroporto di Abakan, Abakan, Russia
- ABD Aeroporto Adnan Menderes, Abadan, Iran
- ABE Aeroporto internazionale di Lehigh Valley, Allentown/Bethlehem/Easton, Pennsylvania, Stati Uniti d'America
- ABF Aeroporto civile, Abalang, Kiribati
- ABG Aeroporto civile, Abingdon, Australia
- ABH Aeroporto civile, Alpha (Australia), Australia
- ABI Aeroporto regionale di Abilene, Abilene, Texas, Stati Uniti d'America
- ABJ Aeroporto Port Bouet, Abidjan, Costa d'Avorio
- ABK Base aerea di Kabri Dar, Kabri Dar, Etiopia
- ABL Aeroporto civile, Ambler, Alaska, Stati Uniti d'America
- ABM Aeroporto civile, Bamaga (Queensland), Australia
- ABN Aeroporto civile, Albina, Suriname
- ABO Aeroporto civile, Aboisso, Costa d'Avorio
- ABP Aeroporto civile, Atkamba, Papua Nuova Guinea
- ABQ Aeroporto internazionale di Albuquerque, Albuquerque/Santa Fe, Nuovo Messico, Stati Uniti d'America
- ABR Aeroporto regionale di Aberdeen, Aberdeen, Dakota del Sud, Stati Uniti d'America
- ABS Aeroporto di Abu Simbel, Abu Simbel, Egitto
- ABT Aeroporto civile, Al-Bāha, Arabia Saudita
- ABU Aeroporto civile, Atambua Haliwen, Indonesia
- ABV Aeroporto Internazionale Nnamdi Azikiwe, Abuja, Nigeria
- ABW Aeroporto civile, Abau, Papua Nuova Guinea
- ABX Aeroporto Albury, Albury, Australia
- ABY Aeroporto Dougherty County - Southwest Georgia Regional, Albany, Georgia, Stati Uniti d'America
- ABZ Aeroporto di Aberdeen-Dyce, Aberdeen, Regno Unito
- ACA Aeroporto Internazionale General Juan N. Álvarez, Acapulco (Guerrero), Messico
- ACB Aeroporto conteale di Antrim, Bellaire, Michigan, Stati Uniti d'America
- ACC Aeroporto Internazionale Kotoka, Accra, Ghana
- ACD Aeroporto Alcides Fernández, Acandí, Colombia
- ACE Aeroporto di Lanzarote, Lanzarote, Spagna (Isole Canarie)
- ACH Aeroporto di Altenrhein, Altenrhein, Svizzera
- ACI Aeroporto The Blaye, Alderney / Isole del Canale, Regno Unito
- ACK Aeroporto Nantucket Memorial, Nantucket, Massachusetts, Stati Uniti d'America
- ACL Aeroporto di Aguachica-Cesar, Aguaclara, Colombia
- ACM Aeroporto Internazionale di Arica-Chacalluta, Arica, Cile
- ACN Aeroporto Internazionale di Ciudad Acuña, Ciudad Acuña, Messico
- ACO Aeroporto di Ascona, Ascona, Svizzera
- ACR Aeroporto civile, Araracuara, Colombia
- ACS Aeroporto Ačinsk-Est, Ačinsk, Russia
- ACT Aeroporto Madison Cooper Waco Regional, Waco, Texas, Stati Uniti d'America
- ACU Aeroporto civile, Achutupo, Panama
- ACV Aeroporto Arcata, Arcata / Eureka, California, Stati Uniti d'America
- ACY Aeroporto municipale di Atlantic City/Bader Field, Atlantic City, New Jersey, Stati Uniti d'America

## AD-AJ
- ADA Aeroporto civile, Adana/Sakirpasa, Turchia
- ADB Aeroporto Internazionale Adnan Menderes, Smirne, Turchia
- ADD Aeroporto di Addis Abeba-Bole, Addis Abeba, Etiopia
- ADE Aeroporto civile, Aden, Yemen
- ADE Aeroporto Internazionale Khormaksar, Aden, Yemen
- ADF Aeroporto civile, Adıyaman, Turchia
- ADG Aeroporto Lenawee County, Adrian, Michigan, Stati Uniti d'America
- ADH Aeroporto di Aldan, Aldan, Russia
- ADI Aeroporto civile, Arandis, Namibia
- ADJ Aeroporto Marka, Amman, Giordania
- ADK Stazione aerea navale Adak, Isola di Adak, Alaska, Stati Uniti d'America
- ADL Aeroporto di Adelaide, West Beach/Adelaide (Australia Meridionale), Australia
- ADM Aeroporto municipale di Ardmore, Ardmore, Oklahoma, Stati Uniti d'America
- ADN Aeroporto civile, Andes, Colombia
- ADO Aeroporto civile, Andamooka, Australia
- ADP Aeroporto civile, Anurādhapura, Sri Lanka
- ADQ Aeroporto Kodiak, Kodiak, Alaska, Stati Uniti d'America
- ADR Aeroporto civile, Andrews, Carolina del Sud, Stati Uniti d'America
- ADS Aeroporto civile, Dallas/Addison, Texas, Stati Uniti d'America
- ADT Aeroporto civile, Ada, Oklahoma, Stati Uniti d'America
- ADU Aeroporto civile, Ardabil, Iran
- ADV Aeroporto civile, Andover, Regno Unito
- ADW Andrews Air Force Base, Andrews AFB, Maryland, Stati Uniti d'America
- ADX Aeroporto militare RAF Leuchars, Leuchars/Saint Andrews, Regno Unito
- ADX Aqtöbe, Kazakistan
- ADY Aeroporto civile, Alldays, Sudafrica
- ADZ Aeroporto Sesquicentenario, San Andreas Island, Colombia
- AEA Aeroporto civile, Abemama Atoll, Kiribati
- AED Aeroporto civile, Aleneva, Alaska, Stati Uniti d'America
- AEG Aeroporto civile, Aek Godang, Indonesia
- AEH Aeroporto civile, Abeche, Ciad
- AEK Aeroporto civile, Aseki, Papua Nuova Guinea
- AEL Automatic Weather Observing/Reporting System, Albert Lea, Minnesota, Stati Uniti d'America
- AEO Aeroporto civile, Aioun El Atrouss, Mauritania
- AEP Aeroparque Jorge Newbery, Buenos Aires, Argentina
- AER Aeroporto civile, Adler/Soči, Russia
- AES Aeroporto di Ålesund-Vigra, isola di Vigra, Ålesund, Norvegia
- AET Aeroporto civile, Allakaket, Alaska, Stati Uniti d'America
- AEX Aeroporto internazionale, Alexandria, Louisiana, Stati Uniti d'America
- AEY Aeroporto civile, Akureyri, Islanda
- AFA Aeroporto civile, San Rafael (Mendoza), Argentina
- AFD Aeroporto civile, Port Alfred, Sudafrica
- AFF Aeroporto militare, Air Force Academy, Colorado, Stati Uniti d'America
- AFI Aeroporto civile, Amalfi, Colombia
- AFL Aeroporto civile, Alta Floresta (MT), Brasile
- AFN Aeroporto municipale Jaffrey-Silver Ranch, Jaffrey, New Hampshire, Stati Uniti d'America
- AFO Aeroporto civile, Afton, Wyoming, Stati Uniti d'America
- AFR Aeroporto civile, Afore, Papua Nuova Guinea
- AFT Aeroporto di Afutara, Afutara, Isole Salomone
- AFW Aeroporto Fort Worth Alliance, Fort Worth, Texas, Stati Uniti d'America
- AFY Aeroporto Afyon Air Base, Afyonkarahisar, Turchia
- AGA Aeroporto di Agadir-Al Massira, Agadir, Marocco
- AGB Aeroporto Muehlhausen, Augusta, Germania
- AGC Aeroporto Allegheny County, Pittsburgh, Pennsylvania, Stati Uniti d'America
- AGD Aeroporto civile, Anggi, Indonesia
- AGE Aeroporto civile, Wangerooge, Germania
- AGF Aeroporto La Garenne, Agen, Francia
- AGG Aeroporto civile, Angoram, Papua Nuova Guinea
- AGH Aeroporto Angelholm, Helsingborg-Talje, Svezia
- AGI Aeroporto civile, Wageningen, Suriname
- AGJ Aeroporto civile, Aguni - Ryūkyū, Giappone
- AGK Aeroporto civile, Distretto di Kagua-Erave, Papua Nuova Guinea
- AGL Aeroporto civile, Wanigela, Papua Nuova Guinea
- AGM Aeroporto civile, Tasiilaq, Groenlandia
- AGN Aeroporto civile, Angoon, Alaska, Stati Uniti d'America
- AGO Aeroporto civile, Magnolia, Stati Uniti d'America
- AGP Aeroporto Pablo Ruiz Picasso, Malaga, Spagna
- AGQ Base aerea di Agrinion, Agrinon, Grecia
- AGR Aeroporto Kheria, Agra, India
- AGS Aeroporto regionale Bush Field, Augusta, Georgia, Stati Uniti d'America
- AGT Aeroporto civile, Ciudad del Este, Paraguay
- AGU Aeroporto civile, Aguascalientes (Aguascalientes), Messico
- AGV Aeroporto civile, Acarigua, Venezuela
- AGW Aeroporto civile, Agnew, Australia
- AGX Aeroporto civile, Agatti Island, India
- AGY Aeroporto civile, Argyle Downs, Australia
- AGZ Aeroporto civile, Aggeneys, Sudafrica
- AHA Aeroporto civile, Naha, Giappone
- AHB Aeroporto Khamis Mushayat, Abha, Arabia Saudita
- AHD Aeroporto civile, Ardmore, Oklahoma, Stati Uniti d'America
- AHH Aeroporto civile, Amery, Wisconsin, Stati Uniti d'America
- AHI Aeroporto civile, Amaha, Indonesia
- AHL Aeroporto civile, Aishalton, Guyana
- AHN Aeroporto civile, Athens, Georgia, Stati Uniti d'America
- AHO Aeroporto di Alghero-Fertilia, Alghero, Italia
- AHS Aeroporto civile, Ahuas, Honduras
- AHT Aeroporto civile, Amchitka, Alaska, Stati Uniti d'America
- AHU Aeroporto Charif Al Idrissi-Cote du Rif, Al-Hoseyma, Marocco
- AHY Aeroporto civile, Ambatolahy, Madagascar
- AHZ Aeroporto civile, Alpe d'Huez, Francia
- AIA Aeroporto Alliance Municipal, Alliance, Nebraska, Stati Uniti d'America
- AIB Aeroporto civile, Anita Bay, Alaska, Stati Uniti d'America
- AIC Aeroporto civile, Airok, Isole Marshall
- AIE Aeroporto civile, Aiome, Papua Nuova Guinea
- AIF Aeroporto civile, Assis, Brasile
- AIG Aeroporto civile, Yalinga, Repubblica Centrafricana
- AII Aeroporto civile, Ali Sabieh, Gibuti
- AIK Aeroporto civile, Aiken, Carolina del Sud, Stati Uniti d'America
- AIL Aeroporto civile, Ailigandí, Panama
- AIM Aeroporto civile, Ailuk Island, Isole Marshall
- AIN Aeroporto civile, Wainwirght, Alaska, Stati Uniti d'America
- AIO Aeroporto civile, Atlantic, Iowa, Stati Uniti d'America
- AIP Aeroporto civile, Ailinglapalap, Isole Marshall
- AIR Aeroporto civile, Aripuanã (MT), Brasile
- AIS Aeroporto civile, Arorae Island, Kiribati
- AIT Aeroporto civile, Aitukaki, Isole Cook
- AIU Aeroporto civile, Atiu Island, Isole Cook
- AIV Aeroporto civile, Aliceville Downer, Alabama, Stati Uniti d'America
- AIY Aeroporto civile, Atlantic City, New Jersey, Stati Uniti d'America
- AIZ Aeroporto civile, Lake Ozark, Missouri, Stati Uniti d'America
- AJA Aeroporto Campo dell'Oro, Ajaccio, Francia
- AJF Aeroporto civile, Al-Jouf, Arabia Saudita
- AJI Aeroporto civile, Ağrı, Turchia
- AJJ Aeroporto civile, Akjoujt, Mauritania
- AJL Aeroporto civile, Aizawl, India
- AJN Aeroporto Ouani, Anjouan, Comore
- AJO Aeroporto civile, Aljouf, Yemen
- AJR Aeroporto di Arvidsjaur, Arvidsjaur, Svezia
- AJS Aeroporto civile, Abreojos, Messico
- AJU Aeroporto civile, Aracaju (Sergipe), Brasile
- AJY Aeroporto di Agadez-Manu Dayak, Agadez, Niger

## AK-AN
- AKA Aeroporto civile, Ankang, Cina
- AKB Aeroporto civile, Atka, Alaska, Stati Uniti d'America
- AKD Aeroporto civile, Akola, India
- AKE Aeroporto Internazionale Mangere, Akieny, Gabon
- AKF Aeroporto civile, Cufra, Libia
- AKG Aeroporto civile, Anguganak, Papua Nuova Guinea
- AKI Aeroporto civile, Akiak, Alaska, Stati Uniti d'America
- AKJ Aeroporto di Asahikawa, Asahikawa, Giappone
- AKK Aeroporto civile, Akhiok, Alaska, Stati Uniti d'America
- AKL Aeroporto di Auckland, Auckland, Nuova Zelanda
- AKM Aeroporto civile, Zakouma, Ciad
- AKN Aeroporto King Salmon, King Salmon, Alaska, Stati Uniti d'America
- AKO Aeroporto Internazionale di Akron Fulton, Akron, Ohio,  Stati Uniti d'America
- AKP Aeroporto civile, Passo Anaktuvuk, Alaska, Stati Uniti d'America
- AKQ Aeroporto civile, Astraksetra Gunung, Indonesia
- AKR Aeroporto di Akure, Akure, Nigeria
- AKS Aeroporto civile, Auki, Isole Salomone
- AKT Base aerea della RAF di Akrotiri, Cipro
- AKU Aeroporto civile, Aksu, Cina
- AKV Aeroporto civile, Akulivik (Québec), Canada
- AKX Aeroporto di Aqtöbe, Aqtöbe, Kazakistan
- AKY Aeroporto civile, Sittwe, Birmania
- ALA Aeroporto di Almaty, Almaty, Kazakistan
- ALB Aeroporto Internazionale di Albany, Albany, New York, Stati Uniti d'America
- ALC Aeroporto di Alicante-Elche, Alicante, Spagna
- ALD Aeroporto civile, Alerta, Perù
- ALE Aeroporto Alpine Texas, Alpine, Texas, Stati Uniti d'America
- ALF Aeroporto Elvebakken, Alta, Norvegia
- ALG Aeroporto Houari Boumédiène, Algeri, Algeria (sito informativo)
- ALH Aeroporto Albany, Albany (Australia Occidentale), Australia
- ALI Aeroporto Alice International, Alice, Texas, Stati Uniti d'America
- ALJ Aeroporto civile, Alexander Bay, Sudafrica
- ALK Aeroporto civile, Aselle, Etiopia
- ALL Aeroporto di Albenga-Riviera Airport, Albenga, Italia
- ALM Aeroporto Municipale, Alamogordo, Nuovo Messico, Stati Uniti d'America
- ALN Aeroporto Regionale St. Louis, Alton, Illinois, Stati Uniti d'America
- ALO Aeroporto municipale di Waterloo, Waterloo, Iowa, Stati Uniti d'America
- ALP Aeroporto Nejrab, Aleppo, Siria
- ALQ Aeroporto civile, Alegrete, Brasile
- ALR Aeroporto civile, Alexandra, Nuova Zelanda
- ALS Aeroporto Regionale San Luis Valley, Alamosa, Colorado, Stati Uniti d'America
- ALT Aeroporto civile, Alenquer, Brasile
- ALU Aeroporto civile, Alula, Somalia
- ALV Andorra la Vella, Andorra
- ALW Aeroporto civile, Walla Walla, Washington, Stati Uniti d'America
- ALX Aeroporto civile, Alexander City Russell, Alexander City, Alabama, Stati Uniti d'America
- ALY Aeroporto El Nouzha, Alessandria d'Egitto, Egitto
- ALZ Aeroporto civile, Alitak, Alaska, Stati Uniti d'America
- AMA Aeroporto internazionale Rick Husband Amarillo, Amarillo, Texas, Stati Uniti d'America
- AMB Aeroporto di Ambilobe, Madagascar
- AMC Aeroporto Amchitka, Am-Timan, Ciad
- AMD Aeroporto Internazionale Sardar Vallabhbhai Patel, Ahmedabad, India
- AME Aeroporto civile, Alto Molocue, Mozambico
- AMF Aeroporto civile, Ama, Papua Nuova Guinea
- AMG Aeroporto civile, Amboin, Papua Nuova Guinea
- AMH Aeroporto civile, Arba Minch, Etiopia
- AMI Aeroporto Selaparang, Mataram, Indonesia
- AMJ Aeroporto civile, Almenara, Brasile
- AMK Aeroporto civile Animas Airpark, Durango, Colorado, Stati Uniti d'America
- AML Aeroporto civile, Puerto Armuelles, Panama
- AMM Aeroporto internazionale New Queen Alia, Amman, Giordania
- AMN Aeroporto civile, Alma, Michigan, Stati Uniti d'America
- AMO Aeroporto civile, Mao, Ciad
- AMP Aeroporto civile, Ampanihy, Madagascar
- AMQ Aeroporto Pattimura, Ambon, Indonesia
- AMR Aeroporto civile, Arno, Isole Marshall
- AMS Aeroporto di Amsterdam-Schiphol, Amsterdam, Paesi Bassi
- AMT Aeroporto civile, Amata, Australia
- AMU Aeroporto civile, Amanab, Papua Nuova Guinea
- AMV Aeroporto di Amderma, Russia
- AMW Aeroporto municipale Ames, Ames, Iowa, Stati Uniti d'America
- AMX Aeroporto civile, Ammaroo, Australia
- AMY Aeroporto civile, Ambatomainty, Madagascar
- AMZ Aeroporto civile, Ardmore, Nuova Zelanda
- ANB Aeroporto Anniston Metropolitan, Anniston, Alabama, Stati Uniti d'America
- ANC Aeroporto Internazionale di Anchorage-Ted Stevens, Anchorage, Alaska, Stati Uniti d'America
- AND Aeroporto Anderson County, Anderson, Carolina del Sud, Stati Uniti d'America
- ANE Aeroporto Avrille-Marcé, Angers, Francia
- ANF Aeroporto Cerro Moreno, Antofagasta, Cile
- ANG Aeroporto Brie-Champniers, Angoulême, Francia
- ANH Aeroporto civile, Anuha Island Resort, Isole Salomone
- ANI Aeroporto civile, Aniak, Alaska, Stati Uniti d'America
- ANJ Aeroporto civile, Zanaga, Repubblica del Congo
- ANK Aeroporto civile, Ankara, Turchia
- ANL Aeroporto civile, Andulo, Angola
- ANM Aeroporto di Antsirabato, Antalaha, Madagascar
- ANN Aeroporto Annette Island, Annette Island, Alaska, Stati Uniti d'America
- ANO Aeroporto Antonio Enes, Angoche, Mozambico
- ANP Aeroporto civile Lee, Annapolis, Maryland, Stati Uniti d'America
- ANQ Aeroporto civile, Angola Steuben, Indiana, Stati Uniti d'America
- ANR Aeroporto di Anversa-Deurne, Belgio
- ANS Aeroporto civile, Andahuaylas, Perù
- ANU Aeroporto internazionale V. C. Bird, Antigua/Saint John's, Antigua e Barbuda [3]
- ANV Aeroporto civile, Anvik, Alaska, Stati Uniti d'America
- ANW Aeroporto municipale, Ainsworth, Nebraska, Stati Uniti d'America
- ANX Aeroporto civile, Andenes, Norvegia
- ANY Aeroporto civile, Anthony, Kansas, Stati Uniti d'America
- ANZ Aeroporto civile, Angas Downs, Australia

## AO-AT
- AOA Aeroporto civile, Aroa, Papua Nuova Guinea
- AOB Aeroporto civile, Annanberg, Papua Nuova Guinea
- AOD Aeroporto civile, Abou Deia, Ciad
- AOH Aeroporto Lima Allen County, Lima, Ohio, Stati Uniti d'America
- AOI Aeroporto Raffaello Sanzio di Ancona-Falconara, Falconara Marittima, Italia
- AOJ Aeroporto di Aomori, Aomori, Giappone
- AOK (Codice ICAO LGKP)	Aeroporto di Scarpanto, Scarpanto, Grecia
- AOL Aeroporto civile, Paso de Los Libres, Argentina
- AON Aeroporto civile, Arona, Papua Nuova Guinea
- AOO Aeroporto Altoona-Blair County, Altoona - Martinsburg, Pennsylvania, Stati Uniti d'America
- AOR Aeroporto Sultan Abdul Halim, Alor Setar, Malaysia
- AOS Aeroporto civile, Amook, Alaska, Stati Uniti d'America
- AOT Aeroporto di Aosta, Aosta, Italia
- AOU Aeroporto civile, Attopeu, Laos
- APA Aeroporto Centennial, Denver, Colorado, Stati Uniti d'America
- APB Aeroporto civile, Apolo, Bolivia
- APC Aeroporto Napa County, Napa, California, Stati Uniti d'America
- APE Aeroporto civile, San Juan Aposento, Perù
- APF Aeroporto civile, Naples, Florida, Stati Uniti d'America
- APH Aeroporto civile, Bowling Green, Virginia, Stati Uniti d'America
- API Aeroporto civile, Apiay, Colombia
- APK Aeroporto civile, Apataki, Polinesia Francese
- APL Aeroporto civile, Nampula, Mozambico
- APN Aeroporto regionale Alpena County, Alpena, Michigan, Stati Uniti d'America
- APO Aeroporto civile, Apartado/Los Cedros, Colombia
- APP Aeroporto civile, Asapa, Papua Nuova Guinea
- APQ Aeroporto civile, Arapiraca, Brasile
- APR Aeroporto civile, April River, Papua Nuova Guinea
- APS Base delle forze aeree brasiliane, Anápolis, Brasile
- APT Aeroporto civile, Jasper Marion, Tennessee, Stati Uniti d'America
- APU Aeroporto civile, Apucarana, Brasile
- APV Aeroporto civile, Apple Valley, California, Stati Uniti d'America
- APW Aeroporto internazionale Faleolo, Apia, Samoa
- APX Aeroporto civile, Arapongas, Brasile
- APY Aeroporto civile, Alto Parnaíba, Brasile
- APZ Aeroporto civile, Zapala, Argentina
- AQA Aeroporto civile, Araraquara, Brasile
- AQG Aeroporto civile, Anqing, Cina
- AQI Aeroporto Hafr Albatin, Qaisumah, Arabia Saudita
- AQJ Aeroporto civile, Aqaba, Giordania
- AQM Aeroporto civile, Ariquemes, Brasile
- AQP Aeroporto Rodriguez Ballon, Arequipa, Perù
- AQS Aeroporto civile, Saqani, Figi
- AQY Aeroporto civile, Alyeska, Alaska, Stati Uniti d'America
- ARB Aeroporto municipale di Ann Arbor, Ann Arbor, Michigan, Stati Uniti d'America
- ARC Aeroporto civile, Arctic Village, Alaska, Stati Uniti d'America
- ARD Aeroporto civile, Isola Alor, Indonesia
- ARE Aeroporto civile di Arecibo, Porto Rico
- ARF Aeroporto civile, Acaricuara, Colombia
- ARG Automatic Weather Observing/Reporting System, Walnut Ridge, Arkansas, Stati Uniti d'America
- ARH Aeroporto di Arcangelo-Talagi, Arcangelo, Russia
- ARI Aeroporto Internazionale di Arica-Chacalluta, Arica, Cile
- ARJ Aeroporto civile, Arso, Indonesia
- ARL Aeroporto civile, Arly, Burkina Faso
- ARM Aeroporto civile, Armidale, Australia
- ARN Aeroporto internazionale Arlanda, Stoccolma, Svezia
- ARO Aeroporto civile, Arboletas, Colombia
- ARP Aeroporto civile, Aragip, Papua Nuova Guinea
- ARQ Aeroporto civile, Arauquita, Colombia
- ARR Aeroporto civile, Alto Rio Senguerr, Argentina
- ARS Aeroporto civile, Aragarças, Brasile
- ART Aeroporto internazionale Watertown, Watertown, New York, Stati Uniti d'America
- ARU Aeroporto civile, Araçatuba, Brasile
- ARV Aeroporto civile, Minocqua, Wisconsin, Stati Uniti d'America
- ARW Aeroporto di Arad, Arad, Romania
- ARX Aeroporto civile, Asbury Pk/Monmouth, Colorado, Stati Uniti d'America
- ARY Aeroporto civile, Ararat, Australia
- ARZ Aeroporto civile, N'zeto, Angola
- ASA Aeroporto di Assab, Assab, Eritrea
- ASB Aeroporto civile, Aşgabat, Turkmenistan
- ASC Aeroporto civile, Ascención de Guarayos, Bolivia
- ASD Aeroporto internationale, Andros Town-Cat Island, Bahamas
- ASE Aeroporto Pitkin County-Sardy Field, Aspen/Snowmass, Colorado, Stati Uniti d'America
- ASF Aeroporto di Astrachan', Astrachan', Russia
- ASG Aeroporto civile, Ashburton, Nuova Zelanda
- ASH Aeroporto civile, Nashua/Boire Field, New Hampshire, Stati Uniti d'America
- ASI Aeroporto civile, Georgetown Wideawake, Isola di Ascensione
- ASJ Aeroporto civile, Amami O Shima, Giappone
- ASK Aeroporto civile, Yamoussoukro, Costa d'Avorio
- ASM Aeroporto Internazionale di Asmara, Asmara, Eritrea
- ASN Aeroporto civile, Talladega, Alabama, Stati Uniti d'America
- ASO Aeroporto civile, Asosa, Etiopia
- ASP Aeroporto civile, Alice Springs (Territorio del Nord), Australia
- ASQ Aeroporto civile, Austin, Texas, Stati Uniti d'America
- ASR Aeroporto Erkliet, Kayseri, Turchia
- AST Aeroporto Astoria Regional, Astoria, Oregon, Stati Uniti d'America
- ASU Aeroporto Campo Grande-Silvio Pettirossi, Asunción, Paraguay
- ASV Aeroporto civile, Ambosely, Kenya
- ASW Aeroporto internazionale di Aswan, Assuan, Egitto
- ASX Aeroporto Kennedy Memorial, Ashland, Wisconsin, Stati Uniti d'America
- ASY Aeroporto civile, Ashley, Dakota del Nord, Stati Uniti d'America
- ATA Aeroporto Comdte, Anta Huaraz, Perù
- ATB Aeroporto civile, Atbara, Sudan
- ATC Aeroporto civile, Arthur's Town-Cat Island, Bahamas
- ATD Aeroporto civile, Atoifi, Isole Salomone
- ATE Aeroporto civile, Antlers, Oklahoma, Stati Uniti d'America
- ATF Aeroporto Chachoan, Ambato, Ecuador
- ATH Aeroporto di Atene-Eleftherios Venizelos, Atene, Grecia
- ATI Aeroporto civile, Artigas, Uruguay
- ATJ Aeroporto civile, Antsirabe, Madagascar
- ATK Aeroporto civile, Alqasuk, Alaska, Stati Uniti d'America
- ATL Aeroporto Internazionale di Atlanta-Hartsfield-Jackson, Atlanta, Georgia, Stati Uniti d'America
- ATM Aeroporto civile, Altamira, Brasile
- ATN Aeroporto civile, Namatanai, Papua Nuova Guinea
- ATO Aeroporto civile, Athens, Ohio, Stati Uniti d'America
- ATP Aeroporto civile, Aitape, Papua Nuova Guinea
- ATQ Aeroporto civile, Amritsar, India
- ATR Aeroporto civile, Atar, Mauritania
- ATS Aeroporto civile, Artesia, Nuovo Messico, Stati Uniti d'America
- ATT Aeroporto civile, Atmautluak, Alaska, Stati Uniti d'America
- ATU Aeroporto civile, Attu, Alaska, Stati Uniti d'America
- ATV Aeroporto civile, Ati, Ciad
- ATW Aeroporto Outagamie County, Greenville, Wisconsin, Stati Uniti d'America
- ATX Aeroporto civile, Atbasar, Kazakistan
- ATY Aeroporto civile, Watertown, Dakota del Sud, Stati Uniti d'America
- ATZ Aeroporto civile, Asyūṭ, Egitto

## AU-AZ
- AUA Aeroporto Internazionale Regina Beatrice, Aruba, Regno dei Paesi Bassii [4]
- AUC Aeroporto Santiago Perez, Arauca, Colombia
- AUD Aeroporto civile, Augustus Downs, Australia
- AUE Aeroporto civile, Abu Ruedis, Egitto
- AUG Aeroporto Augusta Maine State, Augusta, Maine, Stati Uniti d'America
- AUH Aeroporto Internazionale di Abu Dhabi, Abu Dhabi, Emirati Arabi Uniti [5][6]
- AUI Aeroporto civile, Aua, Papua Nuova Guinea
- AUJ Aeroporto civile, Ambunti, Papua Nuova Guinea
- AUK Aeroporto civile, Alakanuk, Alaska, Stati Uniti d'America
- AUL Aeroporto civile, Aur Island, Isole Marshall
- AUM Aeroporto municipale, Austin, Minnesota, Stati Uniti d'America
- AUN Aeroporto civile, Auburn, Washington, Stati Uniti d'America
- AUO Aeroporto Opelika, Auburn, Alabama, Stati Uniti d'America
- AUP Aeroporto civile, Agaun, Papua Nuova Guinea
- AUQ Aeroporto civile, Atuona, Polinesia Francese
- AUR Aeroporto civile, Aurillac, Francia
- AUS Aeroporto Internazionale di Austin-Bergstrom, Austin, Texas, Stati Uniti d'America
- AUT Aeroporto civile, Atauro, Indonesia
- AUU Aeroporto civile, Aurukun Mission, Australia
- AUV Aeroporto civile, Aumo, Papua Nuova Guinea
- AUW Aeroporto civile, Wausau, Wisconsin, Stati Uniti d'America
- AUX Aeroporto civile, Araguaína (TO), Brasile
- AUY Aeroporto civile, Anatom, Vanuatu
- AUZ Aeroporto Statale di Aurora, Aurora, Oregon, Stati Uniti d'America
- AVB Base aerea di Aviano, Italia
- AVG Aeroporto civile, Auvergne, Australia
- AVI Aeroporto civile, Ciego de Ávila, Cuba
- AVK Aeroporto civile, Arvaikheer, Mongolia
- AVL Aeroporto regionale di Asheville, Asheville/Hendersonville, Carolina del Nord, Stati Uniti d'America
- AVN Aeroporto di Avignone Caumont, Avignone, Francia
- AVO Aeroporto Gunnery Range, Avon Park, Florida, Stati Uniti d'America
- AVP Aeroporto civile, Wilkes-Barre/Scranton, Pennsylvania, Stati Uniti d'America
- AVU Aeroporto civile, Avu Avu, Isole Salomone
- AVV Aeroporto civile, Avalon, Australia
- AVW Aeroporto regionale Marana, Tucson, Arizona, Stati Uniti d'America
- AVX Aeroporto Catalina, Avalon, California, Stati Uniti d'America
- AWA Aeroporto Lago Auasa, Auasa, Etiopia
- AWB Aeroporto civile, Awaba, Papua Nuova Guinea
- AWD Aeroporto civile, Aniwa, Vanuatu
- AWE Aeroporto civile, Alowe, Gabon
- AWH Aeroporto civile, Awareh, Etiopia
- AWK Base aerea di dell'Isola Wake, Isola di Wake, Stati Uniti d'America
- AWM Aeroporto civile, West Memphis, Arkansas, Stati Uniti d'America
- AWN Aeroporto civile, Alton Downs, Australia
- AWP Aeroporto civile, Austral Downs, Australia
- AWR Aeroporto civile, Awar, Papua Nuova Guinea
- AWZ Aeroporto civile, Ahwaz, Iran
- AXA Aeroporto di The Valley-Wallblake, Anguilla
- AXB Aeroporto civile, Alexandria Bay, New York, Stati Uniti d'America
- AXC Aeroporto civile, Aramac, Australia
- AXD Aeroporto civile, Alessandropoli, Grecia
- AXG Aeroporto civile, Algona, Iowa, Stati Uniti d'America
- AXK Aeroporto civile, Ataq, Yemen
- AXL Aeroporto civile, Alexandria (Territorio del Nord), Australia
- AXM Aeroporto internazionale El Edén, Armenia, Colombia
- AXN Aeroporto Chandler Field, Alexandria, Minnesota, Stati Uniti d'America
- AXP Aeroporto municipale, Spring Point-Acklins Island, Bahamas
- AXR Aeroporto civile, Arutua, Polinesia Francese
- AXS Aeroporto civile, Altus, Oklahoma, Stati Uniti d'America
- AXS Aeroporto civile, Armenia, Colombia
- AXT Aeroporto di Akita, Akita, Giappone
- AXU Aeroporto civile, Axum, Etiopia
- AXV Aeroporto civile Neil Armstrong, Wapakoneta, Ohio, Stati Uniti d'America
- AXX Aeroporto civile, Angel Fire, Nuovo Messico, Stati Uniti d'America
- AYA Aeroporto civile, Ayapel, Colombia
- AYC Aeroporto civile, Ayacucho, Colombia
- AYD Aeroporto civile, Alroy Downs, Australia
- AYG Aeroporto civile, Yaguará, Colombia
- AYI Aeroporto civile, Yari, Colombia
- AYK Aeroporto civile, Arkalyk, Kazakistan
- AYL Aeroporto civile, Anthony Lagoon, Australia
- AYN Aeroporto civile, Anyang, Cina
- AYP Aeroporto Coronel A.M.Durante, Ayacucho, Perù
- AYQ Aeroporto Connelland, Ayers Rock (Territorio del Nord), Australia
- AYR Aeroporto civile, Ayr, Australia
- AYS Aeroporto civile Ware County, Waycross, Georgia, Stati Uniti d'America
- AYT Aeroporto di Adalia, Turchia
- AYU Aeroporto civile, Aiyura, Papua Nuova Guinea
- AYW Aeroporto civile, Ayawasi, Indonesia
- AYZ Aeroporto civile, Amityville, New York, Stati Uniti d'America
- AZB Aeroporto civile, Amazon Bay, Papua Nuova Guinea
- AZD Aeroporto civile, Yazd, Iran
- AZG Aeroporto civile, Apatzingán, Messico
- AZI Aeroporto Bateen, Abu Dhabi, Emirati Arabi Uniti [7]
- AZN Aeroporto civile, Andijan, Uzbekistan
- AZO Aeroporto internazionale, Kalamazoo / Battle Creek, Michigan, Stati Uniti d'America
- AZP Aeroporto civile Atizapan, Città del Messico, Messico
- AZR Aeroporto di Adrar-Touat - Sceicco Sidi Mohamed Belkebir, Adrar, Algeria [8]
- AZT Aeroporto civile, Zapatoca, Colombia
- AZZ Aeroporto civile, Ambriz, Angola